# 446 (numero)
Quattrocentoquarantasei (446) è il numero naturale dopo il 445 e prima del 447.

## Proprietà matematiche
- È un numero pari.
- È un numero composto con 4 divisori: 1, 2, 223, 446. Poiché la somma dei suoi divisori (escluso il numero stesso) è 226 < 446, è un numero difettivo.
- È un numero semiprimo.
- È un numero colombiano nel sistema numerico decimale.
- È un numero felice.
- È un numero palindromo e un numero ondulante nel sistema di numerazione posizionale a base 8 (676) e in quello a base 9 (545).
- È un numero nontotiente per cui la equazione φ(x) = n non ha soluzione).
- È un numero congruente.
- È un numero intero privo di quadrati.
- È un numero odioso.
- È parte della terna pitagorica (446, 49728, 49730).

## Astronomia
- 446P/McNaught è una cometa periodica del sistema solare.
- 446 Aeternitas è un asteroide della fascia principale del sistema solare.
- NGC 446 è una galassia lenticolare della costellazione dei Pesci.

## Astronautica
- Cosmos 446 è un satellite artificiale russo.